# Insurrection d'Hérat (2001)
Ne doit pas être confondu avec Insurrection d'Hérat (1979).
L'insurrection de la ville de Hérat de 2001, deuxième ville d'Afghanistan, est un soulèvement organisé contre les Talibans pendant la campagne de 2001. Elle entraîne la prise de la cité par l'Alliance du Nord le 12 novembre.

## Contexte
Depuis l'arrivée au pouvoir des taliban, les environs de Hérat abritent un des principaux mouvements anti-talibans de l'ouest de l'Afghanistan sous la direction d'Ismail Khan, gouverneur de la ville jusqu'en 1995. Ce mouvement dispose d'un important appui iranien et il est devenu membre de l'Alliance du Nord. Il possède environ 5 000 hommes.
Après la bataille de Mazar-e-Charif (7-9 novembre 2001) qui a vu l'Alliance du Nord et les Américains percer le front nord-est, les forces talibanes abandonnent le nord du pays et se replient difficilement vers le sud. Hérat, dans le nord-est, non loin la frontière iranienne, constitue donc désormais une cible de choix. En effet, les Américains peuvent remporter une seconde grande victoire en quelques jours et s'assurer un important point d'appui tandis que les Iraniens peuvent stabiliser leur frontière est et s'assurer une influence certaine dans le nord-ouest afghan.

## Le plan
Les forces spéciales iraniennes et américaines travaillent de concert sur l'opération. L'essentiel est de fomenter une insurrection dans la ville pendant que les forces d'Ismail Khan attaquent depuis l'extérieur.

## Opération
Comme prévu, les agents iraniens pénètrent en ville et déclenchent des émeutes. L'attaque de l'Alliance du Nord débute le 12 novembre 2001 et Hérat est prise sans combat dans l'après-midi.